# Ronde van Italië 2017/Eenentwintigste etappe
De eenentwintigste etappe van de Ronde van Italië 2017 werd gereden op 28 mei 2017 van Circuit Monza naar Milaan en werd gewonnen door Jos van Emden. De etappe was een 29,3 kilometer lange individuele tijdrit. In deze tijdrit maakte Tom Dumoulin zijn achterstand op de mannen boven hem in het klassement meer dan goed en won daardoor de Ronde van Italië.

## Uitslag
| Circuit Monza - Milaan (29,3 km) |                       |                       |         |
| Plaats                           | Naam                  | Ploeg                 | Tijd    |
| Winnaar                          | Jos van Emden         | Team LottoNL-Jumbo    | 33'08"  |
| 2                                | Tom Dumoulin          | Team Sunweb           | + 15"   |
| 3                                | Manuel Quinziato      | BMC Racing Team       | + 27"   |
| 4                                | Vasil Kiryjenka       | Team Sky              | + 31"   |
| 5                                | Joey Rosskopf         | BMC Racing Team       | + 35"   |
| 6                                | Jan Bárta             | BORA-hansgrohe        | + 39"   |
| 7                                | Georg Preidler        | Team Sunweb           | + 51"   |
| 8                                | Bob Jungels           | Quick-Step Floors     | + 54"   |
| 9                                | Jan Tratnik           | CCC Sprandi Polkowice | + 57"   |
| 10                               | Andrey Amador         | Movistar Team         | + 1'02" |
| 11                               | Marcin Białobłocki    | CCC Sprandi Polkowice | + 1'04" |
| 12                               | Mads Pedersen         | Trek-Segafredo        | z.t.    |
| 13                               | Vincenzo Nibali       | Bahrein-Merida        | + 1'09" |
| 14                               | Tobias Ludvigsson     | FDJ                   | z.t.    |
| 15                               | Michael Hepburn       | Orica-Scott           | + 1'13" |
| 16                               | Stef Clement          | Team LottoNL-Jumbo    | + 1'14" |
| 17                               | Chad Haga             | Team Sunweb           | + 1'16" |
| 18                               | Jurgen Van den Broeck | Team LottoNL-Jumbo    | + 1'17" |
| 19                               | Silvan Dillier        | BMC Racing Team       | z.t.    |
| 20                               | Svein Tuft            | Orica-Scott           | + 1'18" |

## Klassementen
Zie Ronde van Italië 2017/Eindstanden
1e etappe ·
2e etappe ·
3e etappe ·
4e etappe ·
5e etappe ·
6e etappe ·
7e etappe ·
8e etappe ·
9e etappe ·
10e etappe ·
11e etappe ·
12e etappe ·
13e etappe ·
14e etappe ·
15e etappe ·
16e etappe ·
17e etappe ·
18e etappe ·
19e etappe ·
20e etappe ·
21e etappe
Startlijst · Eindstanden · Afbeeldingen